# Список депутатов Верховного Совета РСФСР I созыва
Список депутатов Верховного Совета РСФСР I созыва включает 727 депутатов, избранных 26 июня 1938 года.
Депутаты Верховного Совета РСФСР I созыва работали с 1938 по 1947 год.

## О выборах
Конституция СССР 1936 года гласит:
«Все граждане СССР, достигшие 18 лет, независимо от расовой и национальной принадлежности, вероисповедания, образовательного ценза, оседлости, социального происхождения, имущественного положения и прошлой деятельности имеют право участвовать в выборах депутатов и быть избранными, за исключением умалишённых и лиц, осуждённых судом с лишением избирательных прав». Отдельными статьями гарантировалось соблюдение избирательных прав женщин и военнослужащих. Предусматривалось избрание депутатов «по избирательным округам», но право выдвижения кандидатов было предоставлено лишь общественным организациям и «обществам трудящихся».

## О Верховном Совете РСФСР
Согласно Конституции СССР 1936 года ВС РСФСР был высшим органом государственной власти РСФСР.
Депутаты ВС РСФСР избирались по территориальным избирательным округам сначала по норме представительства, охватывавшей определенную численность населения.
Согласно ст. 104 Конституции, ВС РСФСР правомочен решать все вопросы, отнесённые Конституцией СССР и Конституцией РСФСР к ведению РСФСР. Его исключительными правами были: принятие Конституции РСФСР, внесение в неё изменений, представление на утверждение ВС РСФСР образования новых автономных республик и автономных областей в составе РСФСР, утверждение государственных планов экономического и социального развития РСФСР, государственного бюджета РСФСР и отчётов об их исполнении, образование подотчётных ВС РСФСР органов. Законы РСФСР принимались либо ВС РСФСР, либо референдумом, проводимым по решению ВС РСФСР. ВС РСФСР проводил две сессии в год продолжительностью два—три дня. ВС РСФСР образовывал постоянные комиссии, которые работали в течение более длительного срока.

## Статистика
По РСФСР имелось 93 927 избирательных участков и 727 избирательных округов по выборам в Верховный Совет РСФСР.
Выборы проходили 26 июня 1938 года с 6 часов утра до 12 часов ночи.
27 июня к 12 часам ночи окружные избирательные комиссии зарегистрировали избрание всех 727 депутатов в Верховный Совет РСФСР. Все избранные депутаты были кандидатами блока коммунистов и беспартийных. Из 727 избранных депутатов Верховного Совета РСФСР — 568 коммунистов и 159 беспартийных, 157 женщин.
В Центральную избирательную комиссию поступили данные об итогах голосования от всех 727 избирательных округов.
По РСФСР было зарегистрировано 60 368 858 человек, имеющих право голоса на выборах в Верховный Совет РСФСР. Результаты подсчёта голосования показали, что из этой численности избирателей приняло участие в голосовании 59 936 715 человек, или 99,3 % от общей численности граждан, пользующихся правом голоса. Во всех избирательных округах по выборам в Верховный Совет РСФСР за кандидатов блока коммунистов и беспартийных голосовало 59 542 993 человека, что составляет 99,3 % от общей численности избирателей, участвовавших в голосовании.
Бюллетеней, признанных недействительными согласно статье 80 «Положения о выборах в Верховный Совет РСФСР», оказалось 73 226, бюллетеней, в которых вычеркнуты фамилии кандидатов — 320 496.

## 727 депутатов
| # А Б В Г Д Е Ё Ж З И К Л М Н О П Р С Т У Ф Х Ц Ч Ш Щ Э Ю Я |

## А
1. Абдуллин, Хусаин Хасанович, Башкирская АССР
2. Абрамов, Александр Дмитриевич, Вологодская область
3. Абрамова, Агриппина Александровна, Ивановская область
4. Абубакиров, Мингаз Абубакирович, Татарская АССР
5. Абысов, Павел Дормидонтович, Дальне-Восточный край
6. Аганичев, Пётр Николаевич, Свердловская область
7. Агафонов, Андрей Фёдорович, Татарская АССР
8. Агибалов, Павел Алексеевич, Горьковская область
9. Агроскин Иосиф Ильич, Омская область
10. Александров, Владимир Александрович, Московская область
11. Алексеев, Иван Алексеевич, Ленинград
12. Алексеева, Анна Григорьевна, Ленинградская область
13. Алексеенко, Антон Пахомович, Красноярский край
14. Алпатов, Иван Николаевич, Челябинская область
15. Аммосов, Пётр Васильевич, Якутская АССР
16. Андреев, Андрей Андреевич, Новосибирская область
17. Андреев, Михаил Григорьевич, Ленинград
18. Андреев, Никита Дмитриевич, Куйбышевская область
19. Андреева, Антонина Емельяновна, Ленинградская область
20. Андреева, Зоя Ананьевна, Чувашская АССР
21. Андрианов, Василий Михайлович, Сталинградская область
22. Андросов, Борис Арсентьевич, Смоленская область
23. Анисимов, Алексей Михайлович, Дальне-Восточный край
24. Аношин Иван Семёнович, АССР Немцев Поволжья
25. Антонов, Дмитрий Иванович, Челябинская область
26. Антонов, Сергей Иванович, Ленинградская область
27. Антонов, Фёдор Семёнович, Алтайский край
28. Антонова, Екатерина Антоновна, Чувашская АССР
29. Аплаев, Пётр Николаевич, Свердловская область
30. Аппаев, Хасан Джашауович, Кабардино-Балкарская АССР
31. Аралов, Виктор Александрович, Ивановская область
32. Арбулиев, Магомед Магомедович, Дагестанская АССР
33. Ардашев, Константин Платонович, Удмуртская АССР
34. Архипов, Василий Михайлович, Марийская АССР

## Б
1. Бабенко, Георгий Калинович, Крымская АССР
2. Бабин, Михаил Фёдорович, Куйбышевская область
3. Багаев, Сергей Иосифович, Ярославская область
4. Бадаев, Алексей Егорович, Воронежская область
5. Базанов, Иван Андреевич, Саратовская область
6. Баландин, Иван Ананьевич, Ленинградская область
7. Баранов, Алексей Алексеевич, Орджоникидзевский край
8. Барсова, Валерия Владимировна, Москва
9. Барышев, Степан Никитич, Горьковская область
10. Батамиров, Анатолий Михайлович, Воронежская область
11. Бахмуров, Пётр Васильевич, Челябинская область
12. Башкардин, Илья Семёнович, Красноярский край
13. Безгуб, Фёдор Васильевич, Орджоникидзевский край
14. Беззаботнов, Иван Демидович, Орловская область
15. Белахов, Леонид Юлианович, Омская область
16. Белов, Пётр Иванович, Горьковская область
17. Белоцерковец, Марк Онуфриевич, Ленинградская область
18. Бенедиктов, Иван Александрович, Орджоникидзевский край
19. Бибиков, Василий Николаевич, Калининская область
20. Биглер, Николай Соломонович, Дальне-Восточный край
21. Биймурзаева, Зулай, Дагестанская АССР
22. Блюхер, Василий Константинович, Дальне-Восточный край
23. Богатырёв, Афанасий Данилович, Якутская АССР
24. Бодылёв, Илья Захарович, Москва
25. Боечин, Алексей Фёдорович, Курская область
26. Бойцов, Василий Иванович, Орловская область
27. Бойцов, Иван Павлович, Калининская область
28. Болотов, Иван Филиппович, Мурманская область
29. Большаков, Дмитрий Алексеевич, Московская область
30. Большаков, Иван Григорьевич, Ивановская область
31. Большеменников, Борис Павлович, Кировская область
32. Бондаренова, Вера Матвеевна, Иркутская область
33. Бондарь, Георгий Иосифович, Куйбышевская область
34. Борисов, Николай Никанорович, Куйбышевская область
35. Борков, Геннадий Андреевич, Воронежская область
36. Борцов, Иван Иванович, Орловская область
37. Бочаров, Иван Яковлевич, Куйбышевская область
38. Боченко, Иван Иванович, Воронежская область
39. Боярский, Наум Яковлевич, Свердловская область
40. Бровко, Иван Карпович, Курская область
41. Бубнов, Дмитрий Михайлович, Тульская область
42. Буеверов, Алексей Матвеевич, Красноярский край
43. Бузынкина, Вера Семёновна, Калининская область
44. Буканов, Василий Васильевич, Московская область
45. Булганин, Николай Александрович, Москва
46. Бумагин, Григорий Харитонович, Ленинградская область
47. Бурдиков, Иван Васильевич, Новосибирская область
48. Бурдин, Иван Николаевич, Красноярский край
49. Бурова, Вера Васильевна, Оренбургская область
50. Бусырёва, Анастасия Ивановна, Вологодская область
51. Бухарцев, Алексей Иванович, Куйбышевская область
52. Бушмелёв, Михаил Фёдорович, Свердловская область
53. Быстров, Иван Никитович, Тамбовская область

## В
1. Вавилов, Сергей Иванович, Ленинград
2. Ваганова, Татьяна Степановна, Алтайский край
3. Вагапов, Насып Хисматович, Татарская АССР
4. Валик, Владимир Семёнович, Орловская область
5. Валухин, Константин Николаевич, Свердловская область
6. Варавина, Степанида Ивановна, Оренбургская область
7. Васильев, Владимир Николаевич, АССР Немцев Поволжья
8. Васильев, Илья Михайлович, Дальне-Восточный край
9. Васильев, Николай Михайлович, Московская область
10. Васильев, Фёдор Васильевич, Ленинградская область
11. Ватолин, Пётр Александрович, Воронежская область
12. Ватутина, Мария Ивановна, Краснодарский край
13. Вахмистров, Сергей Николаевич, Тамбовская область
14. Вахрушев, Василий Васильевич, Тульская область
15. Веденеева, Елена Петровна, Воронежская область
16. Векшин, Александр Емельянович, Новосибирская область
17. Величко, Иван Маркович, Красноярский край
18. Верясов, Степан Иванович, Куйбышевская область
19. Ветошкин, Геннадий Васильевич, Коми АССР
20. Викторов, Михаил Петрович, Свердловская область
21. Виноградов, Иван Сергеевич, Тульская область
22. Виноградова, Мария Ивановна, Ивановская область
23. Винокуров, Николай Васильевич, Калининская область
24. Вислов, Иван Макарович, Рязанская область
25. Власов, Иван Алексеевич, Тульская область
26. Власов, Пётр Александрович, Орловская область
27. Власова, Александра Александровна, Архангельская область
28. Вознесенский, Николай Алексеевич, Тульская область
29. Возяков, Алексей Александрович, Ленинградская область
30. Волков, Михаил Александрович, Саратовская область
31. Володин, Владимир Яковлевич, Саратовская область
32. Волохов, Зотик Андреевич, Омская область
33. Волынский, Семён Васильевич, Архангельская область
34. Ворожбитов, Иван Иванович, Ростовская область
35. Ворожцова, Вера Кузьминична, Кировская область
36. Воронин, Фёдор Николаевич, Горьковская область
37. Ворошилов, Климент Ефремович, Сталинградская область

## Г
1. Гаглоев, Георгий Давидович, Северо-Осетинская АССР
2. Газдиев, Эльберт Исаевич, Чечено-Ингушская АССР
3. Газов, Леонид Петрович, Краснодарский край
4. Гайдуков, Никита Васильевич, Куйбышевская область
5. Галето, Кузьма Корнилович, Алтайский край
6. Галимханов, Закир Галимханович, Татарская АССР
7. Галочкин, Павел Васильевич, Ивановская область
8. Ганенко, Иван Петрович, Новосибирская область
9. Гекман, Александр Иванович, АССР Немцев Поволжья
10. Гидаев, Сергей Николаевич, Мордовская АССР
11. Глазунов, Иван Григорьевич, Вологодская область
12. Глашкина, Анна Михайловна, Тульская область
13. Говоруха, Евдокия Степановна, Новосибирская область
14. Гогушев, Мухаджир Асхадович, Орджоникидзевский край
15. Голованов, Дмитрий Иванович, Московская область
16. Головин, Аким Филиппович, Свердловская область
17. Голубина, Татьяна Тимофеевна, Новосибирская область
18. Голышев, Александр Степанович, Свердловская область
19. Голышев, Владимир Абрамович, Сталинградская область
20. Голяков, Иван Терентьевич, Смоленская область
21. Горбачёв, Марк Васильевич, Карельская АССР
22. Горбунова, Мария Николаевна, Татарская АССР
23. Гордеев, Николай Кузьмич, Горьковская область
24. Горлин, Алексей Романович, Свердловская область
25. Горячев, Василий Алексеевич, Тульская область
26. Градусов, Пётр Максимович, Орловская область
27. Грачёв, Николай Александрович, Бурят-Монгольская АССР
28. Греков, Леонид Игнатьевич, Сталинградская область
29. Гречкина, Зинаида Михайловна, Сталинградская область
30. Грибов, Пётр Петрович, Саратовская область
31. Григорьев, Иван Васильевич, Ростовская область
32. Гриценко, Александр Васильевич, Орловская область
33. Гришин, Иван Тимофеевич, Рязанская область
34. Громов, Григорий Петрович, Ростовская область
35. Груздев, Иван Михайлович, Кировская область
36. Грязнова, Антонина Семёновна, Дальне-Восточный край
37. Губин, Василий Михайлович, Воронежская область
38. Губин, Георгий Григорьевич, Омская область
39. Гуляев, Иван Андреевич, Саратовская область
40. Гусаров, Николай Иванович, Свердловская область

## Д
1. Давыдов, Михаил Аркадьевич, Горьковская область
2. Давыдова, Пелагея Афанасьевна, Архангельская область
3. Дагин, Михаил Яковлевич, Ростовская область
4. Девятериков, Павел Андреевич, Омская область
5. Дементьев, Василий Фёдорович, Архангельская область
6. Денисов, Константин Емельянович, Воронежская область
7. Денисова, Анна Семёновна, Ярославская область
8. Дерунов, Василий Иванович, Вологодская область
9. Дианов, Родион Георгиевич, Ростовская область
10. Динмухаметов, Галей Афзалетдинович, Татарская АССР
11. Дмитриев, Иван Тихонович, Орловская область
12. Дмитриев, Пётр Ильич, Москва
13. Дмитриев, Яков Петрович, Рязанская область
14. Дмитриевых, Александр Алексеевич, Кировская область
15. Домнина, Софья Степановна, Горьковская область
16. Донской, Владимир Александрович, Ярославская область
17. Дорожкин, Фрол Николаевич, Читинская область
18. Доронин, Павел Иванович, Курская область
19. Дорофеев, Георгий Григорьевич, Башкирская АССР
20. Дронов, Георгий Севастьянович, Орловская область
21. Дубов, Иван Васильевич, Чувашская АССР
22. Дубянский, Александр Андреевич, Воронежская область
23. Дудин, Павел Михайлович, Дальне-Восточный край
24. Дукельский, Семён Семёнович, Башкирская АССР
25. Дунаевский, Исаак Иосифович, Ленинградская область
26. Душин, Александр Дмитриевич, Свердловская область
27. Дыгай, Григорий Фёдорович, Ростовская область
28. Дьяконова, Зинаида Ивановна, Дальне-Восточный край

## Е
1. Егоров, Николай Егорович, Ленинград
2. Егоров, Яков Георгиевич, Новосибирская область
3. Егорова, Надежда Петровна, Ивановская область
4. Ежов, Николай Иванович, Горьковская область
5. Елькин, Николай Иванович, Кировская область
6. Емельяненко, Николай Васильевич, Башкирская АССР
7. Ена, Вера Семёновна, Алтайский край
8. Ерёменко, Домна Дмитриевна, Курская область
9. Ермилин, Михаил Филиппович, Куйбышевская область
10. Ерцева, Евфросиния Игнатьевна, Ивановская область
11. Ершов, Андрей Мартемианович, Ярославская область
12. Ершов, Владимир Александрович, Краснодарский край
13. Ефремов, Александр Илларионович, Москва
14. Ефремов, Михаил Ерофеевич, Алтайский край

## Ж
1. Жданов, Андрей Александрович, Ленинград
2. Жемчужина, Полина Семёновна, Ростовская область
3. Жердев, Иван Никифорович, Краснодарский край
4. Жильцов, Николай Васильевич, Ленинградская область
5. Жуковский, Семён Борисович, Иркутская область
6. Жупахин, Сергей Георгиевич, Вологодская область
7. Журавлёв, Даниил Арсентьевич, Рязанская область
8. Журавлёв, Николай Николаевич, Куйбышевская область
9. Журбенко, Александр Спиридонович, Курская область
10. Журкина, Мария Михайловна, Куйбышевская область

## З
1. Зайцев, Николай Семёнович, Оренбургская область
2. Зайцев-Гольмер, Михаил Фёдорович, Калининская область
3. Закирова, Зугре Закировна, Татарская АССР
4. Запорожец, Александр Иванович, Курская область
5. Зародов, Александр Николаевич, Вологодская область
6. Захаров, Пётр Иванович, Татарская АССР
7. Зеганова, Прасковья Ефимовна, Смоленская область
8. Зеленский, Александр Иванович, Новосибирская область
9. Зименков, Иван Фёдорович, Сталинградская область
10. Зимина, Клавдия Андреевна, Ленинград
11. Зимичева, Вера Васильевна, Московская область
12. Зиничева, Анна Романовна, Вологодская область
13. Зиновский, Антон Степанович, Калининская область
14. Зинченко, Семён Яковлевич, Алтайский край
15. Злотников, Михаил Аркадьевич, Москва
16. Зобнева, Елена Михайловна, Орловская область
17. Золотин, Иван Гаврилович, Свердловская область
18. Золотухина, Мария Ефимовна, Дагестанская АССР
19. Зубков, Анатолий Иванович, Орловская область
20. Зыков, Анатолий Яковлевич, Кировская область
21. Зыков, Пётр Максимович, Калининская область

## И
1. Ибрагимов, Рахим Киреевич, Башкирская АССР
2. Иванов, Михаил Иванович, Калининская область
3. Иванова, Пелагея Ивановна, Удмуртская АССР
4. Иванченкова, Агриппина Никитична, Смоленская область
5. Иваньков, Андрей Фомич, Новосибирская область
6. Иволгин, Иван Леонтьевич, Кировская область
7. Игнатьев, Анатолий Иванович, Ленинградская область
8. Измайлова, Галия Гилязевна, Татарская АССР
9. Ильин, Григорий Маркелович, Москва
10. Ильин, Игнатий Фёдорович, Свердловская область
11. Ильясов, Габидулла Хамидуллович, Башкирская АССР
12. Иншаков, Тихон Семёнович, Московская область
13. Ищенко, Любовь Игнатьевна, Ростовская область

## К
1. Кабанов, Иван Григорьевич, Калининская область
2. Кавалеров, Тимофей Ильич, Марийская АССР
3. Каганович, Лазарь Моисеевич, Свердловская область
4. Казанцев, Пётр Иванович, Мордовская АССР
5. Казьмина, Наталья Казьминична, Московская область
6. Калабухов, Карп Максимович, Ярославская область
7. Калагаев, Никита Иванович, Горьковская область
8. Калинин, Иван Яковлевич, Калининская область
9. Калинин, Михаил Иванович, Ленинград
10. Калинкина, Прасковья Ивановна, Чувашская АССР
11. Калмыкова, Евдокия Никифоровна, Курская область
12. Каменкова, Екатерина Владимировна, Саратовская область
13. Каменская, Мария Емельяновна, Челябинская область
14. Кандауров, Иван Леонтьевич, Курская область
15. Канкулов, Маша Герандукович, Кабардино-Балкарская АССР
16. Канунников, Михаил Яковлевич, Кировская область
17. Каравашкина, Мария Георгиевна, Красноярский край
18. Караулов, Григорий Алексеевич, Омская область
19. Караух, Дарья Федотовна, Краснодарский край
20. Карпов, Павел Андреевич, Саратовская область
21. Карпова, Александра Михайловна, Московская область
22. Картавенко, Павел Николаевич, Орловская область
23. Карякин, Иван Георгиевич, Оренбургская область
24. Катков, Николай Никитович, Куйбышевская область
25. Кафтанов, Сергей Васильевич, Саратовская область
26. Качалов, Владимир Яковлевич, Ростовская область
27. Кашапов, Султан Гильмутдинович, Башкирская АССР
28. Киреев, Михаил Петрович, Москва
29. Кирзимов, Александр Ильич, Дагестанская АССР
30. Кириллов, Владимир Кириллович, Саратовская область
31. Кириллова, Мария Павловна, Куйбышевская область
32. Клёнов, Иван Игнатьевич, Московская область
33. Кобякова, Софья Павловна, Смоленская область
34. Ковалёв, Александр Антонович, Ленинградская область
35. Ковалёв, Виктор Алексеевич, Тульская область
36. Ковалёв, Иван Владимирович, Смоленская область
37. Ковригин-Порфирьев, Николай Платонович, Бурят-Монгольская АССР
38. Ковынев, Николай Георгиевич, Алтайский край
39. Козлов, Анатолий Петрович, Курская область
40. Козлов, Георгий Васильевич, Орджоникидзевский край
41. Козлов, Гурий Афанасьевич, Сталинградская область
42. Козлов, Марк Александрович, Горьковская область
43. Козырьков, Иван Трофимович, Тамбовская область
44. Колбасовский, Иван Георгиевич, Новосибирская область
45. Колесников, Василий Тимофеевич, Курская область
46. Кольцов, Михаил Ефимович, Тамбовская область
47. Комаренко, Лидия Елисеевна, Якутская АССР
48. Комаров, Василий Николаевич, Оренбургская область
49. Комаров, Семён Иванович, Горьковская область
50. Комаров, Сергей Филиппович, Новосибирская область
51. Комов, Яков Иванович, Иркутская область
52. Кондрашин, Тит Антонович, Свердловская область
53. Конорев, Иннокентий Миронович, Новосибирская область
54. Коньков, Василий Фомич, Тульская область
55. Коняев, Яков Венедиктович, Тамбовская область
56. Коняхина, Екатерина Васильевна, Тульская область
57. Копейкин, Василий Ефимович, Воронежская область
58. Копов, Семён Васильевич, Саратовская область
59. Копытова, Ирина Владимировна, Свердловская область
60. Корнев, Иван Владимирович, Татарская АССР
61. Корнилов, Пётр Васильевич, Челябинская область
62. Коробкин, Андрей Артемьевич, Омская область
63. Коробов, Михаил Иванович, Ленинградская область
64. Королёв, Дмитрий Дмитриевич, Москва
65. Королёва, Анна Георгиевна, Сталинградская область
66. Королёва, Марфа Арсеньевна, Ростовская область
67. Коротков, Георгий Емельянович, Ивановская область
68. Коршунов, Иван Петрович, Курская область
69. Косарёв, Александр Васильевич, Горьковская область
70. Костенко, Василий Дементьевич, Краснодарский край
71. Костромикина, Анастасия Андреевна, Алтайский край
72. Костюков, Сергей Тимофеевич, Смоленская область
73. Кофанова, Анна Киреевна, Краснодарский край
74. Кочетков, Михаил Иванович, Дальне-Восточный край
75. Кошкин, Андрей Никанорович, Чечено-Ингушская АССР
76. Краснов, Григорий Корнеевич, Воронежская область
77. Краснова, Мария Александровна, Московская область
78. Крекотень, Сергей Митрофанович, Воронежская область
79. Криволапова, Анна Ивановна, Орджоникидзевский край
80. Кривошеин, Дмитрий Александрович, Ростовская область
81. Кропачёва, Мария Вячеславовна, Ленинград
82. Крупин, Дмитрий Васильевич, Ростовская область
83. Крылова, Анна Григорьевна, Калининская область
84. Крынин, Семён Фомич, Воронежская область
85. Крысин, Иван Петрович, Рязанская область
86. Крюков, Иван Александрович, Ярославская область
87. Крюков, Иван Васильевич, Ярославская область
88. Кубанова, Аклима Азаматовна, Орджоникидзевский край
89. Кудрина, Матрёна Васильевна, Свердловская область
90. Кудрявцева, Надежда Семёновна, Орловская область
91. Кудряшов, Трофим Павлович, Вологодская область
92. Кузнецов, Иван Матвеевич, Свердловская область
93. Кузнецов, Леонид Яковлевич, Новосибирская область
94. Кузнецов, Николай Герасимович, Дальне-Восточный край
95. Кузнецов, Николай Дмитриевич, Алтайский край
96. Кузнецов, Николай Ефимович, Челябинская область
97. Кузнецов, Николай Ефремович, Калининская область
98. Кузнецов, Павел Александрович, Ярославская область
99. Кузнецов, Пётр Абрамович, Тульская область
100. Кузнецов, Пётр Фёдорович, Северо-Осетинская АССР
101. Кузнецов, Фёдор Федотович, Куйбышевская область
102. Кузнецова, Александра Григорьевна, Сталинградская область
103. Кузнецова, Анна Феофановна, Вологодская область
104. Кузьмин, Михаил Васильевич, Новосибирская область
105. Кузьмин, Пётр Васильевич, Свердловская область
106. Кузьмина, Евдокия Ивановна, Тульская область
107. Кузьян, Николай Евгеньевич, Читинская область
108. Куликов, Константин Николаевич, Красноярский край
109. Куликов, Фёдор Ильич, Татарская АССР
110. Куприянов, Иван Николаевич, Мордовская АССР
111. Курбатов, Иван Игнатьевич, Смоленская область
112. Кучеренко, Павел Петрович, Курская область
113. Кушаков, Афанасий Ефремович, Новосибирская область
114. Кущ, Лаврентий Фирсович, Краснодарский край

## Л
1. Лаврентьев, Захар Лаврентьевич, Омская область
2. Лагода, Фёдор Абросимович, Куйбышевская область
3. Лазарев, Дмитрий Алексеевич, Московская область
4. Лакеев, Иван Алексеевич, Московская область
5. Лаптева, Анна Ивановна, Оренбургская область
6. Лапшин, Фёдор Георгиевич, Челябинская область
7. Лапырина, Елизавета Александровна, Смоленская область
8. Ласкина, Мария Антоновна, Рязанская область
9. Лебедев, Иван Кононович, Сталинградская область
10. Лебедев-Кумач, Василий Иванович, Москва
11. Левченко, Гордей Иванович, Ленинград
12. Леонов, Дмитрий Сергеевич, Читинская область
13. Леонтьев, Яков Петрович, Ярославская область
14. Лепишко, Яков Иванович, Тамбовская область
15. Ликомидов, Александр Фёдорович, Новосибирская область
16. Липатов, Иван Васильевич, Московская область
17. Листенгурт, Рафаил Александрович, Горьковская область
18. Литвин, Михаил Иосифович, Ленинград
19. Литвинов, Максим Максимович, Ленинград
20. Лобанов, Павел Павлович, Омская область
21. Лобачёв, Степан Егорович, Тамбовская область
22. Лобков, Вячеслав Николаевич, Воронежская область
23. Логинов, Николай Алексеевич, Курская область
24. Лоскутов, Иван Кузьмич, Горьковская область
25. Лукин, Макар Михайлович, Воронежская область
26. Лукин, Сергей Георгиевич, Смоленская область
27. Лукьянова, Антонина Николаевна, Ленинград
28. Львов, Виктор Константинович, Ленинград
29. Любимов, Александр Васильевич, Тамбовская область
30. Любин, Аркадий Иосифович, Ленинградская область
31. Лях, Максим Васильевич, Краснодарский край

## М
1. Мавлютова, Магрифа Закиевна, Башкирская АССР
2. Магомедов, Джамалутдин Махмудович, Дагестанская АССР
3. Майоров, Прокопий Васильевич, Москва
4. Майорова, Галина Александровна, Горьковская область
5. Макагонов, Семён Алексеевич, Дальне-Восточный край
6. Макаров, Александр Васильевич, Ярославская область
7. Макарова, Александра Михайловна, Ивановская область
8. Макарова, Прасковья Семёновна, Ленинград
9. Максимов, Иван Максимович, Рязанская область
10. Максимов, Иван Яковлевич, Крымская АССР
11. Максимов, Семён Алексеевич, Удмуртская АССР
12. Максимова, Анастасия Игнатьевна, Тульская область
13. Максимова, Нина Александровна, Ивановская область
14. Маленков, Георгий Максимилианович, Московская область
15. Малинин, Алексей Афанасьевич, Чувашская АССР
16. Малыгин, Макс Иванович, Тамбовская область
17. Малышев, Александр Яковлевич, Куйбышевская область
18. Малышев, Борис Александрович, Иркутская область
19. Мальцев, Иван Александрович, Новосибирская область
20. Маркова, Антонина Ивановна, Ленинградская область
21. Маркова, Прасковья Спиридоновна, Орловская область
22. Мартехов, Ефим Тимофеевич, Ленинград
23. Марченко, Герасим Петрович, Карельская АССР
24. Марченко, Григорий Сазонович, Орловская область
25. Масленникова, Евдокия Васильевна, Москва
26. Матвеев, Яков Семёнович, Алтайский край
27. Матузенко, Степан Тарасович, Карельская АССР
28. Матулевич, Иван Осипович, Смоленская область
29. Медведев, Иван Михайлович, Свердловская область
30. Медведев, Сергей Кириллович, Ивановская область
31. Медведева, Мария Павловна, Орджоникидзевский край
32. Меджитов, Арслан Измаилович, Крымская АССР
33. Мельников, Василий Васильевич, Воронежская область
34. Мельников, Порфирий Архипович, Краснодарский край
35. Менбариев, Абдул Джелаль Хайрулла, Крымская АССР
36. Мехлис, Лев Захарович, Московская область
37. Микоян, Анастас Иванович, Ростовская область
38. Миронов, Сергей Наумович, Горьковская область
39. Митюшов, Сергей Николаевич, Красноярский край
40. Михеев, Владимир Дмитриевич, Дальне-Восточный край
41. Михельсон, Артур Иванович, Крымская АССР
42. Мозголов, Александр Константинович, Рязанская область
43. Моллаев, Супьян Кагирович, Чечено-Ингушская АССР
44. Молотов, Вячеслав Михайлович, Москва
45. Мордвинов, Аркадий Григорьевич, Москва
46. Мосолов, Василий Петрович, Татарская АССР
47. Мошкова, Елена Николаевна, Калининская область
48. Мымрин, Павел Симонович, Удмуртская АССР

## Н
1. Назаров, Алексей Иванович, Орловская область
2. Назаров, Константин Иванович, Оренбургская область
3. Назаров, Пётр Максимович, Саратовская область
4. Назаров, Роман Капитонович, Москва
5. Наконечный, Иван Тимофеевич, Ростовская область
6. Нарейко, Евгений Терентьевич, Ивановская область
7. Нартова, Екатерина Дмитриевна, Московская область
8. Наташенкова, Ольга Аверьяновна, Смоленская область
9. Наумов, Михаил Иванович, Московская область
10. Недосекин, Виктор Иванович, Свердловская область
11. Нестеров, Анатолий Иннокентьевич, Краснодарский край
12. Никитин, Александр Михайлович, Орловская область
13. Никитченко, Иона Тимофеевич, Калининская область
14. Никифоров, Фёдор Алексеевич, Архангельская область
15. Николаев, Тимофей Леонтьевич, Свердловская область
16. Николаева, Елена Фадеевна, Смоленская область
17. Николаев-Журид, Николай Галактионович, Воронежская область
18. Никольский, Евгений Петрович, Алтайский край
19. Никонов, Андрей Николаевич, Калининская область
20. Новиков, Виктор Алексеевич, Горьковская область
21. Новиков, Иван Яковлевич, Ленинградская область
22. Новиков, Игнатий Трофимович, Саратовская область
23. Новичков, Дмитрий Семёнович, Дальне-Восточный край
24. Новичков, Федот Афиногенович, Челябинская область
25. Норманский, Павел Иванович, Краснодарский край
26. Носанов, Николай Иванович, Иркутская область
27. Носов, Фёдор Степанович, Московская область

## О
1. Овчинников, Василий Григорьевич, Алтайский край
2. Овчинников, Георгий Иванович, Вологодская область
3. Одинцова, Агриппина Семёновна, Кировская область
4. Озерова, Ульяна Фёдоровна, Новосибирская область
5. Оника, Дмитрий Григорьевич, Ростовская область
6. Опойкова, Софья Минаевна, Смоленская область
7. Орешкина, Екатерина Егоровна, Челябинская область
8. Орлов, Пётр Семёнович, Москва
9. Остряков, Леонтий Давидович, Чувашская АССР
10. Охрименко, Евсей Захарович, Дальне-Восточный край

## П
1. Павлов, Дмитрий Васильевич, Татарская АССР
2. Памфилов, Константин Дмитриевич, Свердловская область
3. Панков, Пётр Иванович, Челябинская область
4. Панкратьев, Михаил Иванович, Омская область
5. Папивина, Вера Степановна, Московская область
6. Парамонов, Александр Леонтьевич, Ярославская область
7. Паршин, Пётр Иванович, Челябинская область
8. Паршуков, Иван Кириллович, Иркутская область
9. Пеньков, Максим Андреевич, Оренбургская область
10. Первухин, Михаил Георгиевич, Московская область
11. Первышин, Степан Антонович, Архангельская область
12. Петрашёв, Авраам Антонович, Воронежская область
13. Петров, Николай Григорьевич, Ленинградская область
14. Пивоварова, Анна Николаевна, Марийская АССР
15. Пигалев, Дмитрий Матвеевич, Сталинградская область
16. Пирожков, Павел Никифорович, Рязанская область
17. Пискарёв, Алексей Петрович, Московская область
18. Позднякова, Елена Ивановна, Алтайский край
19. Полежаева, Гликерия Ефремовна, Мордовская АССР
20. Поликарпов, Борис Михайлович, Воронежская область
21. Поляков, Аркадий Васильевич, Воронежская область
22. Поляков, Григорий Иванович, Сталинградская область
23. Полякова, Клавдия Фёдоровна, Московская область
24. Попков, Пётр Сергеевич, Ленинград
25. Попов, Алексей Николаевич, Орджоникидзевский край
26. Попов, Афанасий Васильевич, Воронежская область
27. Попов, Василий Фёдорович, Татарская АССР
28. Попов, Иван Кондратьевич, Оренбургская область
29. Попов, Яков Степанович, Свердловская область
30. Попова, Дарья Константиновна, Челябинская область
31. Попова, Мария Мироновна, Марийская АССР
32. Пракова, Ксения Герасимовна, Куйбышевская область
33. Предтеченский, Александр Михайлович, Ивановская область
34. Прибок, Виктор Иванович, Куйбышевская область
35. Прокофьев, Алексей Прокофьевич, Вологодская область
36. Пронин, Василий Прохорович, Москва
37. Пронин, Павел Иванович, Горьковская область
38. Протасов, Михаил Васильевич, Курская область
39. Пюрвеев, Дорджи Пюрвеевич, Калмыцкая АССР

## Р
1. Рагузова, Анастасия Ивановна, Горьковская область
2. Рассказов, Андрей Ефремович, Смоленская область
3. Рачков, Борис Петрович, Воронежская область
4. Реброва, Анна Ивановна, Воронежская область
5. Ревенко, Гликерия Стефановна, Курская область
6. Резепов, Иван Тимофеевич, Мордовская АССР
7. Рессин, Илья Залманович, АССР Немцев Поволжья
8. Рогинский, Григорий Константинович, Кировская область
9. Рогов, Иван Васильевич, Курская область
10. Родин, Владимир Терентьевич, Воронежская область
11. Родина, Ефросинья Ивановна, Курская область
12. Родионов, Михаил Иванович, Горьковская область
13. Рожков, Иван Матвеевич, Орловская область
14. Рожкова, Татьяна Андреевна, Ростовская область
15. Романов, Даниил Григорьевич, Челябинская область
16. Рошаль, Лев Борисович, Читинская область
17. Рубичев, Анатолий Тимофеевич, Рязанская область
18. Румынская, Галина Тимофеевна, Омская область
19. Русина, Мария Ивановна, Калининская область
20. Рыбалов, Афанасий Иванович, Новосибирская область
21. Рыжов, Григорий Иванович, Орджоникидзевский край
22. Рыжова, Мария Ивановна, Курская область
23. Рычков, Николай Михайлович, Курская область
24. Рябов, Михаил Андреевич, Башкирская АССР
25. Рязанцев, Иван Захарович, Воронежская область
26. Ряшин, Александр Павлович, Смоленская область

## С
1. Саенко, Георгий Несторович, Омская область
2. Саламов, Кермен Павлович, Куйбышевская область
3. Саломахин, Павел Яковлевич, Ярославская область
4. Санина, Татьяна Ивановна, Ленинградская область
5. Сартаков, Григорий Ильич, Свердловская область
6. Сарычева, Мария Васильевна, Московская область
7. Саутин, Иван Васильевич, Рязанская область
8. Сафонов, Михаил Иванович, Ленинградская область
9. Сафронов, Николай Андреевич, Иркутская область
10. Свиридов, Борис Иванович, Краснодарский край
11. Седин, Иван Корнеевич, Тамбовская область
12. Седов, Александр Михайлович, Свердловская область
13. Семёнов, Александр Михайлович, Челябинская область
14. Семёнов, Илья Сергеевич, Смоленская область
15. Семёнов, Фёдор Кириллович, Свердловская область
16. Сербинов, Михаил Григорьевич, Краснодарский край
17. Сергеев, Александр Алексеевич, Ленинград
18. Сергеев, Иван Трофимович, Рязанская область
19. Сергеев, Николай Ильич, Смоленская область
20. Сергеев, Пётр Степанович, Ивановская область
21. Сергеева, Анастасия Дмитриевна, Москва
22. Сердюкова, Клавдия Родионовна, Ленинградская область
23. Сетиева, Хама Сетиевна, Чечено-Ингушская АССР
24. Сидоренко, Лев Алексеевич, Курская область
25. Сидоров, Иван Иванович, Москва
26. Сидорова, Нина Владимировна, Горьковская область
27. Силкин, Григорий Петрович, Тамбовская область
28. Симашев, Дмитрий Петрович, Башкирская АССР
29. Симонов, Сергей Гаврилович, Удмуртская АССР
30. Сироткин, Александр Савельевич, Новосибирская область
31. Ситникова, Мария Петровна, Орловская область
32. Скорняков, Николай Ефимович, Мурманская область
33. Скрынников, Семён Емельянович, Краснодарский край
34. Скрябин, Григорий Лаврентьевич, Куйбышевская область
35. Скулков, Дмитрий Тимофеевич, Орловская область
36. Слепой, Абрам Яковлевич, Омская область
37. Смирнов, Дмитрий Петрович, Карельская АССР
38. Смирнов, Павел Кузьмич, Алтайский край
39. Смицкой, Андрей Артёмович, Тамбовская область
40. Соболев, Михаил Петрович, Челябинская область
41. Соболев, Сергей Львович, Москва
42. Соколов, Иван Иванович, Рязанская область
43. Соколова, Антонина Андреевна, Крымская АССР
44. Соловьёв, Александр Николаевич[уточнить], Башкирская АССР
45. Соловьёв, Анатолий Васильевич, Удмуртская АССР
46. Соловьёва, Анна Ивановна, Ярославская область
47. Солодилов, Андрей Петрович, Кировская область
48. Солоницын, Николай Алексеевич, Орловская область
49. Сомов, Александр Васильевич, Чувашская АССР
50. Сорокин, Александр Александрович, Красноярский край
51. Сорокина, Анастасия Кузьминична, Рязанская область
52. Соснин, Леонид Антонович, Новосибирская область
53. Сочнева, Зоя Иоакимовна, Челябинская область
54. Сталин, Иосиф Виссарионович, Москва
55. Стальский, Мусаиб Сулейманович, Дагестанская АССР
56. Старкова, Елизавета Ефимовна, Красноярский край
57. Староторжский, Александр Павлович, Калининская область
58. Степаненко, Пётр Григорьевич, Дальне-Восточный край
59. Степанов, Сергей Егорович, Красноярский край
60. Степанова, Зинаида Ивановна, Калининская область
61. Столяров, Александр Михайлович, Башкирская АССР
62. Столяров, Ефим Николаевич, Калининская область
63. Ступов, Алексей Дмитриевич, Орджоникидзевский край
64. Субботин, Никита Егорович, Тамбовская область
65. Сулиманов, Халил Сулиманович, Горьковская область
66. Сунцова, Любовь Константиновна, Удмуртская АССР
67. Сурнина, Антонина Гавриловна, Кировская область
68. Суслов, Михаил Андреевич, Ростовская область
69. Сыртланов, Шаймардан Андарьянович, Башкирская АССР
70. Сырчин, Михаил Яковлевич, Новосибирская область
71. Сытытов, Михаил Степанович, Калининская область

## Т
1. Табаков, Николай Григорьевич, Краснодарский край
2. Тамара, Александр Филиппович, Новосибирская область
3. Таныгина, Мария Ивановна, Новосибирская область
4. Тараненко, Алексей Георгиевич, Орджоникидзевский край
5. Тарасов, Павел Сергеевич, Московская область
6. Тарасов, Тимофей Захарович, Архангельская область
7. Татаринов, Дмитрий Иванович, Башкирская АССР
8. Тафинцева, Людмила Григорьевна, Воронежская область
9. Тимофеев, Дмитрий Александрович, Москва
10. Тимофеева, Софья Никитична, Марийская АССР
11. Титенков, Дмитрий Тимофеевич, Курская область
12. Ткачёв, Иван Андреевич, Оренбургская область
13. Тлебзу, Морем Хапатиковна, Краснодарский край
14. Толкачёв, Николай Иванович, Челябинская область
15. Толстоброва, Домна Климентьевна, Кировская область
16. Томилина, Мария Павловна, Москва
17. Торопчёнов, Сергей Николаевич, Калининская область
18. Тояркова, Анна Захаровна, Омская область
19. Третьяков, Модест Тихонович, Горьковская область
20. Третьякова, Харитина Васильевна, Архангельская область
21. Трифонов, Александр Степанович, Омская область
22. Трифонов, Иван Васильевич, Алтайский край
23. Трухачёв, Пётр Васильевич, Алтайский край
24. Тхугова, Тайбат Ахмедовна, Краснодарский край
25. Тынчеров, Амин Халилович, Татарская АССР

## У
1. Угаров, Александр Иванович, Москва
2. Улыбин, Сергей Ефимович, Горьковская область

## Ф
1. Фазлеев, Абдрахман Бурганович, Татарская АССР
2. Фазлыахметова, Закия Фазлыахметовна, Башкирская АССР
3. Фаттахов, Ибрагим Исламович, Башкирская АССР
4. Фёдоров, Всеволод Тихонович, Мордовская АССР
5. Фёдорова, Евдокия Михайловна, Ленинград
6. Фёдорова, Зинаида Тихоновна, Москва
7. Филимонов, Пётр Данилович, Татарская АССР
8. Филиппов, Андрей Фёдорович, Тамбовская область
9. Филиппов, Аркадий Александрович, Иркутская область
10. Филиппов, Василий Трифонович, Тамбовская область
11. Филиппов, Фёдор Никитич, Орловская область

## Х
1. Хабибулин, Газис, Свердловская область
2. Хазан, Дора Моисеевна, Ивановская область
3. Хакимова, Шамсия Газиевна, Башкирская АССР
4. Халеев, Илларион Петрович, Дальне-Восточный край
5. Хасбитдинов, Магзум Хасбитдинович, Башкирская АССР
6. Хитева, Екатерина Васильевна, Рязанская область
7. Хлёсткина, Анна Васильевна, Башкирская АССР
8. Хлюпова, Евдокия Алексеевна, Московская область
9. Хозин, Михаил Семёнович, Ленинградская область
10. Хорхорин, Григорий Сергеевич, Читинская область
11. Хохлов, Иван Сергеевич, Московская область
12. Храмова, Анна Михайловна, Омская область
13. Хрипункова, Евдокия Тимофеевна, Сталинградская область
14. Хромов, Иван Гаврилович, Рязанская область
15. Худяева, Анна Ефимовна, Коми АССР
16. Худяков, Пётр Тимофеевич, Читинская область

## Ц
1. Цветкова, Прасковья Никандровна, Ярославская область
2. Цесарский, Владимир Ефимович, Московская область
3. Цыремпилов, Доржи Цыремпилович, Бурят-Монгольская АССР

## Ч
1. Чадаев, Яков Ермолаевич, Кировская область
2. Чалова, Валентина Антоновна, Курская область
3. Чаплина, Евдокия Владимировна, Воронежская область
4. Чеботарёв, Андрей Владимирович, Ростовская область
5. Чеботок, Кузьма Петрович, Новосибирская область
6. Челухов, Михаил Васильевич, Москва
7. Чембулатов, Михаил Андреевич, Мордовская АССР
8. Червов, Иван Михайлович, Красноярский край
9. Черенкова, Анна Васильевна, Орловская область
10. Черкасов, Николай Константинович, Ленинград
11. Черненко, Семён Фёдорович, Тамбовская область
12. Чернокозов, Хрисанф Павлович, Чечено-Ингушская АССР
13. Чертыгашев, Иван Фёдорович, Красноярский край
14. Чирин, Пётр Петрович, Московская область
15. Чихачёв, Николай Михайлович, Ивановская область
16. Чихунов, Семён Дмитриевич, Дальне-Восточный край
17. Чмырь, Наталья Никитична, Новосибирская область
18. Чукланов, Василий Михайлович, Мордовская АССР
19. Чуфирин, Иван Сергеевич, Московская область
20. Чуянов, Алексей Семёнович, Сталинградская область

## Ш
1. Шабалин, Семён Иванович, Дальне-Восточный край
2. Шабурова, Мария Александровна, Тамбовская область
3. Шагов, Иван Иванович, Челябинская область
4. Шапиро, Исаак Ильич, Рязанская область
5. Шарапов, Василий Андреевич, Новосибирская область
6. Шарифуллина, Ракия Фазлымухаметовна, Башкирская АССР
7. Шаров, Николай Давыдович, Сталинградская область
8. Шатунов, Павел Григорьевич, Ленинградская область
9. Шахурин, Алексей Иванович, Ярославская область
10. Шацкий, Алексей Фёдорович, Ивановская область
11. Шашков, Зосима Алексеевич, Татарская АССР
12. Шевченко, Михаил Антонович, Орловская область
13. Шелест, Яков Петрович, Краснодарский край
14. Шестерко, Даниил Лукьянович, Ростовская область
15. Шикина, Клавдия Ильинична, Саратовская область
16. Шихранов, Гурий Ефремович, Татарская АССР
17. Шкирятов, Матвей Фёдорович, Тульская область
18. Шкунова, Федосья Васильевна, Горьковская область
19. Шлёнов, Дмитрий Васильевич, Удмуртская АССР
20. Шмельков, Николай Иванович, Воронежская область
21. Шолохова, Екатерина Ивановна, Калининская область
22. Шпилько, Назарий Трофимович, Краснодарский край
23. Шубарина, Александра Федосьевна, Вологодская область
24. Шуклин, Алексей Емельянович, Алтайский край

## Щ
1. Щербакова, Капитолина Александровна, Читинская область

## Э
1. Эмдин, Лев Абрамович, Ленинград
2. Эрдынеева, Долгоржап Бальшиевна, Бурят-Монгольская АССР

## Ю
1. Юдин, Михаил Владимирович, Ленинград
2. Юмашев, Иван Степанович, Крымская АССР
3. Юревич, Виктор Иванович, Кировская область
4. Юровских, Артемий Захарович, Челябинская область

## Я
1. Яковлев, Всеволод Фёдорович, Читинская область
2. Ярцев, Виктор Владимирович, Дальне-Восточный край
3. Ястребов, Сергей Петрович, Горьковская область
4. Яшечкин, Филипп Васильевич, Оренбургская область